# Hédi Teraoui
Hédi Teraoui, né le 10 novembre 1989, est un athlète tunisien, spécialiste du 20 kilomètres marche.

## Biographie
En 2008, il remporte sa première médaille internationale au 10 kilomètres marche lors des championnats arabes juniors. Il participe également aux championnats du monde juniors la même année mais ne termine qu'à la septième place.
Il représente son pays lors des championnats du monde 2011 et concourt deux fois à la coupe du monde de marche, en 2010 et 2012. Il est médaillé d'or lors des championnats d'Afrique 2012, à Porto-Novo au Bénin devant le Kenyan David Kimutai Rotich et l'Algérien Mohamed Ameur, et médaillé d'argent lors des Jeux africains de 2011.
Teraoui manque la saison 2015.
Son meilleur temps au 20 kilomètres marche est de 1 h 23 min 25 s.

### Performances
| Date | Compétition                   | Lieu       | Résultat | Épreuve      | Performance     |
| ---- | ----------------------------- | ---------- | -------- | ------------ | --------------- |
| 2008 | Championnats arabes juniors   | Radès      | 1er      | 10 km marche | 42 min 49 s 22  |
| 2008 | Championnats du monde juniors | Bydgoszcz  | 7e       | 10 km marche | 42 min 18 s 65  |
| 2009 | Jeux méditerranéens           | Pescara    | 11e      | 20 km marche | 1 h 44 min 18 s |
| 2010 | Coupe du monde de marche      | Chihuahua  | 61e      | 20 km marche | 1 h 37 min 38 s |
| 2010 | Championnats d'Afrique        | Nairobi    | 4e       | 20 km marche | 1 h 23 min 25 s |
| 2011 | Jeux africains                | Maputo     | 2e       | 20 km marche | 1 h 26 min 44 s |
| 2011 | Championnats du monde         | Daegu      | 33e      | 20 km marche | 1 h 29 min 48 s |
| 2011 | Jeux panarabes                | Doha       | 5e       | 20 km marche | 1 h 45 min 54 s |
| 2012 | Coupe du monde de marche      | Saransk    | 71e      | 20 km marche | 1 h 29 min 5 s  |
| 2012 | Championnats d'Afrique        | Porto-Novo | 1er      | 20 km marche |                 |

### Records
| Épreuve      | Performance     | Lieu    | Date          |
| ------------ | --------------- | ------- | ------------- |
| 20 km marche | 1 h 23 min 25 s | Nairobi | 1er août 2010 |